# Roger Spottiswoode
Roger Spottiswoode, född 5 januari 1945 i Ottawa, Ontario, är en kanadensisk regissör, filmklippare, manusförfattare och producent verksam i Hollywood. Några av hans mest kända filmer är förmodligen den artonde officiella James Bond-filmen, Tomorrow Never Dies (1997), och 6:e dagen (2000) med Arnold Schwarzenegger.

## Filmografi (i urval)
- 1971 – Straw Dogs (klippning)
- 1980 – Terror Train
- 1982 – 48 timmar (manus)
- 1985 – Baby - Djungelns hemlighet
- 1987 – I skydd av mörkret
- 1988 – Skjut för att döda
- 1989 – Turner & Hooch
- 1990 – Air America
- 1992 – Stopp! Annars skjuter morsan skarpt
- 1994 – Mesmer
- 1997 – Tomorrow Never Dies
- 2000 – 6:e dagen
- 2003 – Spinning Boris
- 2005 – Ripley Under Ground
- 2007 – Shake Hands with the Devil
- 2008 – The Children of Huang Shi